# Medaglia commemorativa della 221ª Legione CC.NN. "Fasci Italiani all'Estero"
La medaglia commemorativa della 221ª Legione CC.NN. "Fasci Italiani all'Estero" fu una medaglia concessa dal Regno d'Italia a tutti coloro che avessero militato nella 221ª Legione della Milizia Volontaria per la Sicurezza Nazionale (MVSN) durante la Seconda guerra mondiale.

## Insegne
La  medaglia era bronzea, di 39 mm di diametro, riportante sul diritto il volto di Mussolini attorniato dalle parole "CREDERE, OBBEDIRE, COMBATTERE".
Sul retro si trovava una corona murale sovrastante un fascio littorio in orizzontale, sotto il quale in corsivo stava la scritta "molti nemici, molto onore".
Il tutto era attorniato da una legenda: "FASCI ITALIANI ALL'ESTERO - 221ª LEGIONE CC.NN.".
Il  nastro era nero.